# Frank G. Slaughter
Frank G. Slaughter   (Washington DC, 25 de febrer de 1908 - Jacksonville, 17 de maig de 2001), pseudònim de Frank Gill Slaughter, també anomenat C.V. Terry, fou un novel·lista i metge estatunidenc. Va vendre més de 60 milions de còpies de les seves novel·les que es basaven en les seves experiències com a metge i en el seu interès per la història i la Bíblia. Les seves novel·les sovint introdueixen als lectors en nous avenços en les investigacions mèdiques.

## Biografia
Slaughter va néixer a Washington, D.C., fill de Stephen Lucious Slaughter i Sarah "Sallie" Nicholson Gill. Quan tenia cinc anys, la seva família es va traslladar a una granja propera a Berea, prop de la ciutat d'Oxford, Carolina del Nord. Es va graduar al Trinity College (ara Universiatat Duke) i posteriorment es va llicenciar en medicina a la Universitat Johns Hopkins a Baltimore, Maryland. Va començar a escriure ficció el 1935, mentre feia de metge a l'hospital de Riverside Jacksonville, Florida.
Diverses novel·les de Slaughter es van portar al cinema, com Sangaree, protagonitzada per Fernando Lamas; i Doctors' Wives, protagonitzada per Dyan Cannon i Gene Hackman.
Slaughter va morir el 17 de maig de 2001 a Jacksonville, Florida.
William Dubois va col·laborar com a escriptor ocult, o com a negre, a la majoria de  novel·les històriques de Slaughter.

## Llibres

### Ficció
- That None Should Die (1941)
- Spencer Brade M.D. (1942)
- Air Surgeon (1945)
- A Touch of Glory (1945)
- In a Dark Garden (1946)
- The Golden Isle (1947)
- Sangaree (1948)
- The Divine Mistress (1949)
- The Stubborn Heart (1950)
- Fort Everglades (1951)
- The Road to Bithynia (1951)
- East Side General (1952)
- The Cross and The Crown (1953)
- Storm Haven (1953)
- The Galileans: The story of Mary Magdalene (1953)
- The Song of Ruth (1954)
- The Healer (1955)
- Flight From Natchez (1955)
- The Scarlet Cord: A novel of the woman of Jericho (1956)
- The Warrior (1956)
- Sword and Scalpel (1957)
- The Mapmaker (1957)
- Daybreak (1958)
- The Crown and the Cross: The Life of Christ (1959)
- Lorena (1959)
- The Thorn Of Arimathea (1960)
- The Land and the Promise: The Greatest Stories of the Bible Retold (1960)
- Pilgrims in Paradise (1960)
- The Curse of Jezebel (1961)
- Epidemic! (1961)
- David, Warrior and King (1962)
- Tomorrow's Miracle (1962)
- Devil's Harvest (1963)
- Constantine, The Miracle of the Flaming Cross (1965)
- The Purple Quest (1965)
- Doctors' Wives (1967)
- God's Warrior (1967)
- The Sins of Herod (1968)
- Upon this Rock (1968)
- Surgeon's Choice: A Novel of Medicine Tomorrow (1969)
- Countdown (1970)
- Convention M.D. (1972)
- Women in White (1974)
- Devil's Gamble: A Novel of Demonology (1977)
- Plague Ship (1977)
- Gospel Fever (1980)
- Doctors at Risk (1983)
- No Greater Love (1985)
- Transplant (1987)

#### Com a C. V. Terry
- Buccaneer Surgeon (1954)
- Darien Venture (1955)
- Buccaneer Doctor (1955)
- The Golden Ones (1957)
- The Deadly Lady of Madagascar (1959)

### No ficció
- Immortal Magyar: Semmelweis, the Conqueror of Childbed Fever (1950)
- The New Science of Surgery (1946)
- Medicine for Moderns: The New Science of Psychosomatic Medicine (1947)